# Fletcherana insularis
Fletcherana insularis là một loài bướm đêm thuộc họ Geometridae. Nó là loài đặc hữu của Maui. Nó đã được phát hiện ở vành đai rừng trên Haleakala.
Nó có kích thước, màu sắc và kiểu màu phong phú. Nó hay bị nhầm lẫn với Eupithecia monticolans.